# 佐々木萌香
佐々木 萌香（ささき もえか、1997年11月22日 - ）は、日本のグラビアアイドル、 レースクイーン。埼玉県出身。ワンエイトプロモーション所属。愛称は「もえぴょん」。

## 略歴
航空会社で働くための専門学校時代からイベントコンパニオンをしていたが、周りにレースクイーンをしている人が多く、話を聞いているうちに自身もレースクイーンに興味を持つようになった。
原宿・竹下通りを1人で歩いている時にワンエイトプロモーションからスカウトされたが、その時はANAのグランドスタッフとして、羽田空港で働いていた。同事務所に所属したのをきっかけにレースクイーンを目指し、応募した2019年にSUPER GTのレースクイーン「apr Lightning Stars」（相方：天野ちよ）としてデビューした。
2019年9月、「ミスFLASH2020」オーディションのファイナリストに選ばれたが、受賞には至らなかった。翌2020年はD1 GRAND PRIXで「SHIBATIRE R31HOUSE」のレースクイーンを務めた。同年12月23日、1stDVD『もえちゃんEXPO』（竹書房）を発売した。
2021年は「GAINER TonerS」の11号車担当（GAINER TANAX GT-R）としてSUPER GTのレースクイーンに復帰し、同年10月9日、「サンケイスポーツ レースクイーンAWARD2021」で準グランプリを受賞。同12月17日には、グラビアアイドルDVD販売会社が選ぶアワード「グラビア・オブ・ザ・イヤー2021」（主催：キネマ旬報社）にて、ネクスト・ブレイク賞を受賞した。
2022年はSUPER GT300クラス「MAX Racing」のレースクイーンに相当する「MAXガールズ」を永原芽衣と共に務め、スーパー耐久では福島県出身の原あゆみと共に「チーム福島」のレースクイーンを務めた。
2023年1月5日、グラビアアイドルDVDの発売イベントを取材する記者の立場から、今年最も輝いたグラビアアイドルを選ぶ「記者・編集者が選ぶグラドルアワード2022」にて、MVP（グランプリ）を受賞。この年はSUPER GT・PACIFIC RACING TEAMのレースクイーンに当たる「Pacific Fairies」の一員として活動する傍ら、スーパー耐久では「岡部自動車クラッシュギャルズ」として16号車のレースクイーンを務めた。
2023年7月29日、徳間書店より1st写真集『いちばん。』を発売。同年10月には『週刊ヤングマガジン』（講談社）の漫画『MFゴースト』（作：しげの秀一）とのコラボレーショングラビア企画に当たる「MFGエンジェルス」として東条澪（プラチナムプロダクション所属）と共演。同12月26日、『週刊SPA!』（扶桑社）の「グラビアン魂アワード2023」において、リリー・フランキー個別賞「かなりモテるで賞」を受賞した。さらに2024年3月5日には『レースクイーン・オブ・ザ・イヤー'23-'24』を受賞。ワンエイトプロモーションとしては前年（2023年）の藤井マリーに続く受賞となり、Pacific Fairiesとしては2019年の林ゆめ以来5年ぶりの受賞となった。だが同月11日に発表されたPacific Fairiesの2024年度メンバーに佐々木の名前がなかったことから、2024年はSUPER GTのレースクイーン活動をしないことを表明した。

## 人物
- 趣味はネットショッピング、散歩[1]、御朱印集め、映画鑑賞[雑誌 4]。
- 特技は空港のアナウンス、ソフトクリームをきれいに巻くこと[24]。
- 好きな色はピンク[雑誌 4]。
- 目標は「カッコいいレースクイーンではなく、かわいいレースクイーン」[25]。
- テリー伊藤から私服のセンスを「色の使い方は今どきの若い子が絶対やらないような、おしゃれの基本をわかってる感じがする」と賛美されている[26]。佐々木本人はコスプレっぽい可愛い私服を心がけていると述べている[26]。
- 小学生5年生までは炭酸ジュースとジャンクフード好きで「星のカービィみたいだった」と振り返るほど太っていたという[26]。自分磨きのきっかけは、ティーン雑誌を読み憧れのモデルができてからと答えている[26]。

## 出演

### テレビ番組
- 鎧美女 #75（2021年2月23日〈22日深夜〉、フジテレビONE） - 甲冑：福島正則[27][28]
- グラドル向上委員会（仮）#6（2021年7月19日、BSスカパー!） - MC：橋本梨菜、共演：夏本あさみ、益田アンナ[29]
- ゴッドタン（2021年10月3日、テレビ東京） - 第9回ネタギリッシュNIGHT[30]
- 麻雀最極決定戦！サバイバルバトル極雀 season38（2023年3月27日、フジテレビONE） - 極雀ガール[31]
- オールスター後夜祭2023秋（2023年10月15日、TBS） - アシスタント（鞠奈と共演[32]）

### ウェブ配信
- エガちゃんねる（2021年2月15日、YouTube）[33]
- ヒロミ・指原の“恋のお世話始めました”（2022年10月13日、ABEMA）[34]

### イベント
- 東京ゲームショウ2019「GungHo」（2019年9月、幕張メッセ）[35]
- 東京オートサロン2020「SHIBATA / R31HOUSE」（2020年1月、幕張メッセ） - 市川愛と共演[雑誌 4][雑誌 5]
- 3150FIGHT vol.1（2021年12月16日、メルパルク大阪） - ラウンドガールとして参加[36]
- NTTドコモ Presents Lemino Boxing（2025年1月24日） - ラウンドガール[37]（須藤セリナ、森脇梨々夏と共演[38]）

## 作品

### イメージビデオ
- もえちゃんEXPO（2020年12月23日、竹書房）[39][40]
- もえもえキュン!（2021年4月20日、ラインコミュニケーションズ）[41][42]
- 萌尻に甘噛み（2021年8月25日、イーネット・フロンティア）[43][44]
- もえもえBABY（2021年12月20日、ラインコミュニケーションズ）[45][46]
- もえしゃんぷー（2022年3月25日、竹書房）[47][48]
- もえもえトライアングル（2022年7月20日、ラインコミュニケーションズ）[49][50]
- もえかと二人きり（2023年2月24日、竹書房）[51][52]
- 萌香に恋して（2023年9月21日、イーネット・フロンティア）[53][54]
- もえかと密着恋愛（2024年2月24日、竹書房）[55][56]
- もえランド（2024年10月25日、竹書房）[57][58]
- もえもえエアライン（2025年8月10日、ラインコミュニケーションズ）[59]

## 出版

### 写真集
- いちばん。（2023年7月29日、徳間書店、撮影：中山雅文）ISBN 978-4198656614[60]

### デジタル写真集
- ラブポップグラビア Vol.01（2022年2月19日、PAD）
- ラブポップグラビア Vol.02（2022年3月4日、PAD）
- 佐々木萌香が水着で読書（2022年3月15日、講談社［ヤンマガデジタル写真集］、撮影：田中智久）[61]
- 佐々木萌香が水着でネットショッピング（2022年3月15日、講談社［ヤンマガデジタル写真集］、撮影：田中智久）[62]
- ウィンターデート : The Winter Day Date（2022年3月17日、DA Publishing、撮影：Dan AOKI）
- ラブポップグラビア Vol.03（2022年4月29日、PAD）
- もえもえシャイニング（2022年5月13日、ラインコミュニケーションズ［Idol Line］）
- もえもえデンジャラス（2022年5月13日、ラインコミュニケーションズ［Idol Line］）
- 萌尻ショートヘアの無防備。（2022年5月23日、集英社［週プレ PHOTO BOOK］、撮影：栗山秀作）[63]
- もえもえコケティッシュ（2022年6月10日、ラインコミュニケーションズ［Idol Line］）
- もえもえチャーミング（2022年6月10日、ラインコミュニケーションズ［Idol Line］）
- 温泉ドライブ : The Drive And The Hot Spring（2022年6月16日、DA Publishing、撮影：Dan AOKI）
- 魅惑ライン（2022年7月7日、集英社［YJ PHOTO BOOK］、撮影：フジシロタカノリ）[64]
- ラブポップグラビア Vol.04（2022年7月8日、PAD）
- 部屋とクルマと : In The Room, In The Cars（2022年7月22日、DA Publishing、撮影：Dan AOKI）
- ラブポップグラビア Vol.05（2022年9月9日、PAD）
- 566枚収録 Complete Box（2022年12月9日、PAD）
- もえもえトライアングル vol.1･2（2023年6月20日、ラインコミュニケーションズ［Idol Line］）
- ラブポップグラビア Vol.06（2023年6月23日、PAD）
- 萌えろいい女 1･2･3･4･COVER DX（2023年7月7日、小学館［sabra net e-Book］）[65][66][67][68][69]
- 高嶺のクラスメイト（2023年7月12日、徳間書店［アサ芸Secret!デジタル写真集］、撮影：SATOSHI）
- ラブポップグラビア Vol.07（2023年7月28日、PAD）
- 萌えろいい女2 5･6･DX（2023年8月11日、小学館［sabra net e-Book］）[70][71][72]
- Gravure of Spirits（2023年9月4日、小学館［スピ/サン グラビアフォトブック］、撮影：唐木貴央）[73]
- ラブポップグラビア Vol.08（2023年9月15日、PAD）
- 聖夜は二人きりで（2023年11月2日、徳間書店［アサ芸Secret!デジタル写真集］、撮影：SATOSHI）
- 情熱の美尻クイーン（2023年11月17日、講談社［週刊現代デジタル写真集］、撮影：中山雅文）[74]
- ヒップスター降臨 vol.1･2･3（2023年11月22日、講談社［FRIDAYデジタル写真集］、撮影：佐藤裕之）[75][76][77]
- 佐々木萌香 Vol.1･2（2023年11月25日、文友舎［Exciting Girlsデジタル写真集］、撮影：小原有徳）
- ヤンマガアザーっす！<YM2023年45号未公開カット>（2023年12月1日、講談社［ヤンマガデジタル写真集］、撮影：岡本武志）共演：東条澪[78]
- アザトカワイイ昼下がり（2023年12月12日、光文社［FLASHデジタル写真集］、撮影：Takeo Dec.）[79]
- ラブポップグラビア Vol.09（2023年12月15日、PAD）
- 『聖くんは清く生きたい』コラボグラビア ヤンマガアザーっす！<YM2023年46号未公開カット>（2024年1月5日、講談社［ヤンマガデジタル写真集］、撮影：須崎祐次）[80]
- 萌香にととのう 7･8･DX（2024年1月19日、小学館［sabra net e-Book］）[81][82][83]
- もえもえか（2024年2月26日、ガイドワークス［GUIDEWORKS DIGITAL PHOTO BOOK］、撮影：工藤ユキ）[84]
- Sweet Perfume（2024年2月29日、KADOKAWA［Gテレデジタル！］）[85]
- 360枚収録 Complete Box Vol.2（2024年4月19日、PAD）
- 旅の果てに……（2024年5月17日、扶桑社［SPA!グラビアン魂デジタル写真集］、撮影：中山雅文）
- モエカ IV : MOECA IV（2024年6月27日、DA Publishing、撮影：Dan AOKI）
- 萌える！お姉さん 9･10･DX（2024年7月19日、小学館［sabra net e-Book］）[86][87][88]
- キミと、息抜き（2024年8月26日、KADOKAWA）[89]
- MDS Gravure Collection 004（2024年8月31日、三和出版、撮影：橋本勝美）

### カレンダー
- 佐々木萌香 2024年カレンダー（2023年11月4日、トライエックス）[90][91]

### トレーディングカード
- 佐々木萌香 ファースト・トレーディングカード（2022年9月24日、ヒッツ）[92][93]
- 佐々木萌香 Vol.2 トレーディングカード（2023年12月2日、ヒッツ）[94][95]
- レースクイーン・オブ・ザ・イヤー 藤井マリー×佐々木萌香 トレーディングカード（2024年10月12日、ヒッツ）[96]